# Ґодзілла мінус один
«Ґодзілла мінус один» (яп. ゴジラ -1.0 або яп. ゴジラ マイナスワン, Gojira Mainasu Wan, англ. Godzilla Minus One) — японський епічний фільм-кайдзю 2023 року, знятий Ямадзакі Такаші, також сценаристом і автором візуальних ефектів. Виробництво компаній Toho Studios і Robot Communications, дистриб'ютор компанія Toho. Це 37-й фільм франшизи про Ґодзіллу, 33-й фільм Toho про Ґодзіллу та п'ятий фільм епохи Рейва франшизи (з 2016 року). У фільмі зіграли Рюносуке Камікі, Мінамі Хамабе, Юкі Ямада, Мунетака Аокі, Хідетака Йошіока, Сакура Андо та Кураносуке Сасакі. У фільмі розповідається про появу Ґодзілли в повоєнній Японії.
Після виходу його фільму «Велика війна Архімеда» (2019) Ямадзакі призначили знімати фільм про Ґодзіллу. Він витратив три роки на написання сценарію, користуючись враженнями від «Ґодзілли» (1954), «Щелепи» (1975), фільмів Хаяо Міядзакі, «Ґодзілла, Мотра, Кінг Гідора: Атака всіх монстрів» (2001) та «Шин Ґодзілла» (2016). Раніше Ямадзакі був автором Ґодзілли у фільмі «Завжди: захід сонця на Третій вулиці 2» (2007) та в атракціоні токійського парка розваг у Сейбу-ен у 2021 році. У лютому 2022 року Robot Communications анонсувала, що незабаром Ямадзакі почне знімати фільм-кайдзю. Зйомки проходили переважно в регіонах Канто та Тюбу з березня по червень 2022 року. Створенням візуальних ефектів займалася компанія Shirogumi у своїй студії в місті Тьофу з квітня 2022 року по травень 2023 року.
Прем'єра фільму відбулася в Shinjuku Toho Building (Токіо) 18 жовтня 2023 року, а в японський прокат він вийшов 3 листопада на честь 70-річчя франшизи. Пізніше, 1 грудня 2023, дочірня компанія Toho, Toho International, випустила його в Північній Америці. Фільм зібрав у світовому прокаті понад 105 мільйонів доларів США, ставши одним із найкасовіших японських фільмів усіх часів і випередивши «Шин Ґодзіллу» як найуспішніший японський фільм про Ґодзіллу. Він отримав схвалення критиків за візуальні ефекти, режисуру, сценарій, персонажів і соціальні коментарі, порівнюючи його з останніми голлівудськими фільмами. Він також отримав численні нагороди, включаючи 12 провідних номінацій на 47-й премії Японської кіноакадемії та номінацію за найкращі візуальні ефекти на 96-й церемонії вручення нагород премії «Оскар» Академії кінематографічних мистецтв і наук США; зробивши фільм першим фільмом про Ґодзіллу, який отримав номінацію на премію «Оскар», і першим японським фільмом, номінованим у цій категорії. Прем'єра чорно-білої версії відбулася в Японії 12 січня 2024 року, а 26 січня її розповсюдила компанія Toho International у Сполучених Штатах.
На 1 березня 2024 року фільм займав 178-му позицію у списку 250 кращих фільмів за версією IMDb.

## Сюжет
1945 рік, закінчення Другої світової війни. Пілот-камікадзе Коїчі Шикішіма, порушивши наказ про самовбивчий політ, аварійно приземляється на своєму Mitsubishi A6M Zero на японській базі на острові Одо. Провідний механік Сосаку Татібана зауважує, що літак справний, але не засуджує Шикішіму, бо війна вже очевидно програна. Вночі на острів нападає величезний ящер, якого місцеві жителі називають Ґодзіллою. Шикішіма сідає в літак і намагається застрелити істоту, але через страх розлютити чудовисько не наважується стріляти. Зранку єдиними живими на острові лишаються Шикішіма, і Татібана, який у гніві на нього і звинувачує його в загибелі товаришів.
Шикішіма повертається на кораблі додому в Токіо, зруйноване бомбардуванням. Його впізнає знайома батьків і дорікає Шикішімі в боягузтві. Шикішіма вказує, що вона писала йому в листі «повертайся живий», а тепер лає. Потім він зустрічає Норіко Оїші, що врятувала дівчинку-сироту Акіко, про яку починає піклуватися сусідка. Шикішіма знаходить роботу на борту мінного тральника, що очищує узбережні води від мін. Це небезпечне заняття, проте за нього багато платять. Його колегою стає військово-морський інженер Кенджі Нода.
Минає два роки. Шикішіма відбудував житло та живе з Норіко та Акіко. Колеги вважають, що йому дуже пощастило, але Шикішіма не хоче одружитися з Норіко. Екіпаж тральника вирушає на острови Огасавара, його завданням стає зупинити просування Ґодзілли до Японії. Чудовисько знищило декілька кораблів і підводний човен. США надають Японії декількох списаних суден Імператорського флоту. Японський уряд, побоюючись паніки, не повідомляє громадськість про загрозу. Шикішіма розповідає як бачив Ґодзіллу на острові Одо. Екіпажу вдається закинути міну в пащу Ґодзілли та підірвати її, але це не дає значного ефекту. Потім важкий крейсер «Такао» вступає в бій з Ґодзіллою, але чудовисько знищує його променем з пащі. Екіпаж тральника виживає, Шикішіма опиняється в лікарні.
Повернувшись до Токіо, Шикішіма розповідає Норіко про свою зустріч з Ґодзіллою. Кілька днів по тому чудовисько досягає Японії та атакує Ґіндзу, де працює Норіко. До того часу Ґодзілла виріс і легко нищить місто. Норіко виживає в залізничній катастрофі, її рятує на вулиці Шикішіма, який вирушив на її пошуки. Обстріл з танків розлючує Ґодзіллу, істота руйнує місто променем, подібним на атомний вибух. Норіко штовхає Шикішіму в провулок, а за мить її відносить вибухом. Шикішіма клянеться помститися за неї.
Уряд побоюється просити в інших держав про допомогу, оскільки це спричинить ескалацію з боку СРСР.
Оскільки ця істота «не може бути поранена традиційною зброєю» (*хоча вона і завдає йому пошкодження, проте вони швидко загоюються) — потрібно придумати план знищення монстра. Тоді Кенджі Нода пропонує заманити Ґодзіллу в залив Сагамі, де його зв'яжуть рукавами з кульками, куди буде подано фреон. Це зменшить густину води і Ґодзілла піде на дно, і теоретично його розчавить тиск води «на глибині в півтори кілометри» (реальна в 1200 метрів). Якщо це не спрацює — буде одразу задіяний використовуваний в авіації «надувний левітаційний пристрій», з подачею в «подушки» вуглекислого газу, яким вони миттєво наповнюються і повинні підняти Ґодзіллу на поверхню, щоби його розчавило декомпресією. Щоб реалізувати свій план, Нода залучає ветеранів флоту. Шикішіма, щоб найняти механіка Сосако Татібану для ремонту зламаного винищувача Kyushu J7W, виманює його до себе злісним листом, навмисно звинувативши його у трагедії на острові Одо. Незважаючи на його гнів та злість, Шикішімі все-таки вдається пояснити Татібані важливість місії. Він планує вбити Ґодзіллу, як камікадзе, влетівши в його пащу на літаку та підірвавши там вибіхівку — бо нібито Ґодзілла вразливий зсередини (*хоча раніше морська міна у його пащі великих пошкоджень не завдала). Він залишає Акіко на піклування своєї сусідки Суміко, перш ніж Ґодзілла повертається.
Два кораблі обмотують Ґодзіллу тросом, до якого прикріплені балони з фреоном. Як запобіжний засіб, вони оснащені надувними ємностями, що в разі провалу основного плану підніміть Ґодзіллу на поверхню і він загине через декомпресію. Коли Шікішіма заманює Годзіллу в пастку, Суміко отримує телеграму. Ґодзілла атакує фальшиву ціль і потрапляє в пастку. Проте, він виживає після занурення в глибини моря, а також переживає декомпресію, хоча й зазнає важких поранень. Флот буксирів відтягує ослаблене чудовисько. Ґодзілла оговтується і готується знищити всі кораблі своїм променем, але Шикішіма таранить його в голову і Ґодзіллу розриває зсередини енергія променя. Шикішіма катапультувався перед вибухом, пам'ятаючи як Татібана показав йому катапультне сидіння, просячи позбутися почуття провини, щоб продовжувати жити.
Повернувшись додому, Суміко передає Шикішімі телеграму про те, що Норіко вижила та перебуває в лікарні. Він поспішає з Акіко до неї. На шиї Норіко, однак, з'явилася пляма від контакту з плоттю Ґодзілли. В глибині моря чудовисько починає регенерувати.